# Radioaktywny
Radioaktywny – album Stanisława Sojki wydany w 1988 roku przez Polskie Nagrania (SX 2661). Płyta jest zbiorem nagrań dokonanych w czasie kilku sesji w latach 1983-1988. Kolejne edycje albumu to płyty cd wydane w 1993 roku przez Polskie Nagrania (PNCD 218) i w 1997 roku przez Pomaton EMI (8577072).

## Lista utworów
1. "Jak dzieci" (S. Sojka) – 3:00
Stanisław Sojka - śpiew, fortepian; Tomasz Szukalski - saksofon sopranowy
2. "Monolog pajaca" (S. Sojka) – 3:09
Stanisław Sojka - śpiew, fortepian; Wojciech Waglewski - gitara; Andrzej Nowicki - gitara basowa; Andrzej Przybielski - trąbka; Marek Czapelski - perkusja
3. "Niebo oczekiwanie nasze" (S. Sojka) – 8:44
Stanisław Sojka - śpiew, fortepian, skrzypce; Janusz Skowron - instrumenty klawiszowe; Andrzej Przybielski - trąbka, Olga Jackowska - śpiew
4. "Zaczepka platoniczna" (S. Sojka) – 3:08
Stanisław Sojka - śpiew; Janusz Skowron - instrumenty klawiszowe; Andrzej Przybielski - trąbka; Zbigniew Brysiak - instrumenty perkusyjne
5. "Plotki (Ja nie wierzę w koniec)" (S. Sojka) – 1:32
Stanisław Sojka - śpiew; Zbigniew Brysiak - instrumenty perkusyjne
6. "Absolutnie nic" (S. Sojka) – 3:36
Stanisław Sojka - śpiew, fortepian, skrzypce; Janusz Skowron - instrumenty klawiszowe; Andrzej Przybielski - trąbka; Zbigniew Brysiak - instrumenty perkusyjne
7. "Popołudniowe miasto" (S. Sojka) – 1:58
Stanisław Sojka - śpiew, fortepian; Zbigniew Brysiak - instrumenty perkusyjne
8. "Niech drgnie Twoje oko" (S. Sojka) – 3:24
Stanisław Sojka - śpiew, fortepian; Zbigniew Brysiak - instrumenty perkusyjne
9. "Nocny papieros" (S. Sojka) – 3:23
Stanisław Sojka - śpiew, fortepian; Zbigniew Brysiak - instrumenty perkusyjne
10. "Niech całują Cię moje oczy" (S. Sojka) – 5:17
Stanisław Sojka - śpiew, fortepian; Zbigniew Brysiak - instrumenty perkusyjne
11. "Dobranoc (wszyscy święci)" (S. Sojka) – 1:58
Stanisław Sojka - śpiew, fortepian; Zbigniew Brysiak - instrumenty perkusyjne